# Susann Beucke
Susann Beucke (Kiel, 11 de junio de 1991) es una deportista alemana que compite en vela en la clase 49er FX.
Participó en los Juegos Olímpicos de Tokio 2020, obteniendo una medalla de plata en la clase 49er FX (junto con Tina Lutz). Ganó dos medallas de oro en el Campeonato Europeo de 49er, en los años 2017 y 2020.

## Palmarés internacional
| \| Juegos Olímpicos \| Juegos Olímpicos \| Juegos Olímpicos \| Juegos Olímpicos \| \| Año \| Lugar \| Medalla \| Clase \| \| ------------------ \| ------------------ \| ---------------- \| ---------------- \| \| 2020 \| Tokio (Japón) \| Medalla de plata \| 49er FX \| \| Campeonato Europeo \| \| \| \| \| Año \| Lugar \| Medalla \| Clase \| \| 2017 \| Kiel (Alemania) \| Medalla de oro \| 49er FX \| \| 2020 \| Attersee (Austria) \| Medalla de oro \| 49er FX \| |                    |                  |         |
| Juegos Olímpicos |                    |                  |         |
| Año | Lugar              | Medalla          | Clase   |
| 2020 | Tokio (Japón)      | Medalla de plata | 49er FX |
| Campeonato Europeo |                    |                  |         |
| Año | Lugar              | Medalla          | Clase   |
| 2017 | Kiel (Alemania)    | Medalla de oro   | 49er FX |
| 2020 | Attersee (Austria) | Medalla de oro   | 49er FX |